# Rejanellus granulatus
Rejanellus granulatus là một loài nhện trong họ Thomisidae.
Loài này thuộc chi Rejanellus. Rejanellus granulatus được Elizabeth Bangs Bryant miêu tả năm 1940.